# Bolbelasmus krikkeni
Bolbelasmus krikkeni is een keversoort uit de familie cognackevers (Bolboceratidae). De wetenschappelijke naam van de soort werd in 1979 gepubliceerd door Nikolajev.